# Ламаниха (река)
Ламаниха — река в России, протекает по Усть-Канскому району Республики Алтай. Устье реки находится в 19 км от устья реки Ночной по правому берегу. Длина реки составляет 10 км.

## Данные водного реестра
По данным государственного водного реестра России относится к Верхнеобскому бассейновому округу, водохозяйственный участок реки — Катунь, речной подбассейн реки — Бия и Катунь. Речной бассейн реки — (Верхняя) Обь до впадения Иртыша.